# Ростиловське сільське поселення
Рости́ловське сільське поселення (рос. Ростиловское сельское поселение) — сільське поселення у складі Грязовецького району Вологодської області Росії.
Адміністративний центр — присілок Ростилово.

## Населення
Населення сільського поселення становить 2165 осіб (2019; 2516 у 2010, 3151 у 2002).

## Історія
1929 року при утворенні Грязовецького району були утворені Заємська сільська рада, Сидоровська сільська рада, Ростиловська сільська рада та Октябрська сільська рада. 1936 року утворено Нефедовську сільську раду. 1954 року Сидоровська сільрада була приєднана до Заємської. 1959 року Ростиловська сільрада була приєднана до Заємської, Октябрська сільрада — до складу Нефедовської. 1979 року Заємська сільрада перейменована в Ростиловську. Станом на 1999 рік існували Плосківська сільська рада (40 населених пунктів) та Ростиловська сільська рада (56 населених пунктів).
2001 року ліквідовано присілок Ніконово Ростиловської сільради. 2006 року із сільрад були утворені Плосківське сільське поселення та Ростиловське сільське поселення, при цьому присілок Свистуново Сидоровської сільради увійшов до складу Грязовецького міського поселення. 2009 року ліквідовано Плосківське сільське поселення, територія увійшла до складу Ростиловського сільського поселення.
2020 року ліквідовано присілки Кроміно, Пирожково, Посадниково. 2022 року ліквідовано присілок Крохино.

## Склад
До складу сільського поселення входять:
| Населений пункт                 | Населення, осіб (2002) | Населення, осіб (2010) |
| ------------------------------- | ---------------------- | ---------------------- |
| Абаніно, присілок               | 14                     | 8                      |
| Алферово, присілок              | 0                      | 0                      |
| Аносово, присілок               | 15                     | 5                      |
| Аркатово, присілок              | 10                     | 4                      |
| Артемово, присілок              | 15                     | 8                      |
| Бакланка, селище                | 115                    | 75                     |
| Басаргіно, присілок             | 61                     | 51                     |
| Батово, присілок                | 117                    | 93                     |
| Боброво, присілок               | 20                     | 17                     |
| Вараксіно, присілок             | 259                    | 244                    |
| Велике Косиково, присілок       | 63                     | 53                     |
| Висляково, присілок             | 4                      | 6                      |
| Високово, присілок              | 2                      | 1                      |
| Горка, присілок                 | 1                      | 0                      |
| Дворець, присілок               | 15                     | 18                     |
| Дмитрієво, присілок             | 4                      | 1                      |
| Дор, присілок                   | 1                      | 0                      |
| Дядинське, присілок             | 5                      | 1                      |
| Єльник, присілок                | 2                      | 2                      |
| Єрмолино, присілок              | 24                     | 11                     |
| Желтиково, присілок             | 0                      | 0                      |
| Заєм'є, присілок                | 143                    | 138                    |
| Запрудново, присілок            | 0                      | 0                      |
| Звягіно, присілок               | 1                      | 3                      |
| Ієвлево, присілок               | 8                      | 4                      |
| Кастіха, присілок               | 4                      | 1                      |
| Кебас, присілок                 | 0                      | 2                      |
| Климково, присілок              | 4                      | 3                      |
| Козлово, присілок               | 5                      | 2                      |
| Кокарево, присілок              | 1                      | 0                      |
| Комарово, присілок              | 0                      | 0                      |
| Корнильєво, містечко            | 99                     | 61                     |
| Корнильєвська Слобода, присілок | 14                     | 8                      |
| Крестовка, присілок             | 35                     | 38                     |
| Кроміно, присілок               | 0                      | 0                      |
| Крохино, присілок               | 0                      | 0                      |
| Лукино, присілок                | 0                      | 0                      |
| Льнозавода, селище              | 370                    | 299                    |
| Максимово, присілок             | 4                      | 2                      |
| Мартяково, присілок             | 4                      | 3                      |
| Мишкино, присілок               | 2                      | 0                      |
| Невірово, присілок              | 10                     | 3                      |
| Нефедово, селище                | 57                     | 41                     |
| Нікола-Пеньє, присілок          | 8                      | 0                      |
| Нікольське, присілок            | 0                      | 0                      |
| Новгородово, присілок           | 0                      | 0                      |
| Обнорська Слобода, присілок     | 27                     | 11                     |
| Образцово, присілок             | 2                      | 0                      |
| Огарково, присілок              | 5                      | 2                      |
| Осиновиця, присілок             | 0                      | 0                      |
| Осомово, присілок               | 0                      | 0                      |
| Печенниково, присілок           | 0                      | 1                      |
| Пирожково, присілок             | 0                      | 0                      |
| Підсосеньє, присілок            | 3                      | 1                      |
| Плоске, селище                  | 562                    | 436                    |
| Погорілка, присілок             | 2                      | 0                      |
| Половоз, присілок               | 26                     | 22                     |
| Полянка, присілок               | 1                      | 0                      |
| Поповкіно, присілок             | 1                      | 0                      |
| Посадниково, присілок           | 0                      | 0                      |
| Початково, присілок             | 4                      | 2                      |
| Початково, присілок             | 2                      | 0                      |
| Починок, присілок               | 0                      | 5                      |
| Починок, присілок               | 0                      | 0                      |
| Рождество, присілок             | 0                      | 0                      |
| Ростилово, присілок             | 564                    | 513                    |
| Свининино, присілок             | 0                      | 0                      |
| Семеновське, присілок           | 0                      | 0                      |
| Семенцево, присілок             | 34                     | 17                     |
| Сидоровське, присілок           | 142                    | 117                    |
| Ситниково, присілок             | 5                      | 2                      |
| Скалино, присілок               | 37                     | 9                      |
| Скалино, селище                 | 10                     | 4                      |
| Скоморохово, присілок           | 0                      | 1                      |
| Скоморохово, селище             | 0                      | 0                      |
| Скородумка, присілок            | 14                     | 11                     |
| Соколово, присілок              | 0                      | 0                      |
| Сопілкино, присілок             | 77                     | 66                     |
| Спас-Нурма, присілок            | 3                      | 5                      |
| Студенець, присілок             | 20                     | 15                     |
| Талиця, присілок                | 13                     | 7                      |
| Темниково, присілок             | 0                      | 0                      |
| Тимоніно, присілок              | 41                     | 30                     |
| Третниково, присілок            | 1                      | 1                      |
| Туригіно, присілок              | 0                      | 0                      |
| Філіно, присілок                | 0                      | 0                      |
| Худиніно, присілок              | 4                      | 3                      |
| Чиста, присілок                 | 1                      | 0                      |
| Чистоп'яново, присілок          | 2                      | 0                      |
| Чупрово, присілок               | 2                      | 2                      |
| Шабаново, присілок              | 0                      | 0                      |
| Шалданово, присілок             | 4                      | 2                      |
| Шипино, присілок                | 0                      | 0                      |
| Юношеське, село                 | 26                     | 25                     |